# Pterostichus cochlearis
Pterostichus cochlearis är en skalbaggsart som beskrevs av Hermann Hacker. Pterostichus cochlearis ingår i släktet Pterostichus och familjen jordlöpare. Inga underarter finns listade i Catalogue of Life.